# 雖然不太清楚不過我好像轉生到異世界了
《雖然不太清楚不過我好像轉生到異世界了》（日语：よくわからないけれど異世界に転生していたようです），是所作的日本小説以及根據小說改編的漫畫。自2017年5月在小説投稿網站「成為小說家吧」以網路小説形式連載，之後文庫化和漫畫化。

## 角色介紹

### 主要角色
蓮
本作主角，前世名字為「結城蓮十郎」，金飾工匠家三男，中年大叔研究員，進行試作機測試時，機器在運轉途中爆炸，於事故中死去。
故事開始時為10歲孤兒少女，黑髮金瞳，在搭乘馬車行經山路途中，遭遇盜賊襲擊，馬車於逃離中墜落山崖，除了蓮受傷倖免於難外其餘人都死亡，蓮大難不死並恢復前世大叔研究員記憶，種族也從人族轉變為天人族，能力值和技能也發生變化。在意外過後於森林中進行野外求生，使用魔法和前世知識進行採集、狩獵、建築、料理等來改善生活品質，初次進行狩獵時雖埋伏狙擊成功擊殺獨角兔卻遭遇大野豬，慌亂之下射擊未命中受到重傷，勉強射殺大野豬後差點瀕死，之後練習射擊魔法的精準度、隱密行動和警戒探知技能。在森林獨自生活的過程中救助了諾倫母女，之後與諾倫母女一起生活、狩獵，因此初期戰鬥風格為中、遠距離的射擊・狙擊戰法以及和從魔共同作戰，之後從莉莉那裏學習了屬性魔法、結界魔法，並自身打造魔劍、魔導具或魔法裝備來補助自身戰鬥能力。戰鬥上擅長中、遠距離的射擊・狙擊攻擊和牆系魔法範圍攻擊，近身戰能力很差，加上曾被人在遠距離用風魔法將毒藥吹向自身導致身體無法動彈，因此打造魔導甲冑和鍛鍊探知、耐性技能來改善弱點。
魔法屬性適性為全屬性，魔法系統適性為盾、牆，獨有・特殊魔法為創造魔法、操劍魔法、結界魔法，武器・武術技能為拔刀術。
因為前世為單身男性，因此在身體第二性徵開始發育時，對女性的身體感到好奇而進行探索，進而深陷其中的快感，把這行為稱之為每日功課，甚至獲得了「淫蕩」技能，但只會在人煙罕見的地區或隔音良好的房間才會進行自我發電，在旅館或借宿時會自我克制。發育期間其胸部開始成長為巨乳，但身高沒什麼變化而為此苦腦。
對男性有厭惡感，主因為孤兒院時期受到了男生的欺負、霸凌，之後覺醒前世身為男性的記憶後對與男性親熱之事有所抗拒，加上遭遇跟蹤男的騷擾，最致命一擊為被下毒在清醒且無法動彈的情況下差點被人侵犯，導致嚴重的心理創傷，其男人緣桃花運極差。雖然對男性有所抵觸，但不會沒由來的對初次見面的人失禮，且若曾幫助過自己、正派有常識和禮貌的男性仍然會正常往來、交流。
因為前世為研究員，加上經常自己下廚所以有很多料理的知識，因此蓮經常使用前世的知識來改善生活、飲食、生產和戰鬥上面。在獨居在森林期間，因製作疾病的特效藥被稱為「西方森林巫婆」。有製作美食來餵食美少女的習慣，看著吃自己製作的料理而變成擱淺北海獅的人們就會有「贏了」的感想。因為自己為天人族，所以取得技能和讓技能升級都相當容易，自身才能偏向生產向對於戰鬥系技能較沒天分，料理、鍛造等生產能力已經提升到王國首屈一指，能做出國寶級魔劍的魔劍鍛造師。
因為自身的性格和生產、採集技能過於突出，常因此搞砸事情或是讓自己陷入麻煩、危機之中。雖然不想引人矚目，但做事經常會過頭導致被人注意。對自身的危機意識過於天真，主因為前世在和平的國家生活，今世在孤兒院長大，對惡德商人和犯罪組織的惡意和手段認知不足，認為只靠感知系技能和諾倫母女幫助就夠了，直到因魔劍被武器商人盯上，委託犯罪公會進行綁架，因獨自一人外出被人下毒藥差點被侵犯和誘拐，危急下獲救後反省自身的不足，並思考其對策。
諾倫
種族為芬里爾，蓮的保護者，蓮的夥伴及從魔。
與食人魔領主族群戰鬥中受了重傷後逃至西方森林，到蓮的私宅前休息，被蓮發現後用藥水治癒傷勢，康復後開始慢慢跟蓮一起狩獵和行動，最後跟女兒一起跟隨蓮並成為她的保護者，蓮因為一直受到幫助稱諾倫為「我的女神」。
| 三卷末 | |  |
| 【名字】諾倫 【种族】芬里爾 【职业】靈獸 【稱號】蓮的保護者 【年龄】52岁 【身體特徵】灰毛 黑瞳               | |  |
| HP 1290／1290 MP 680／680 STR 42（+10） VUT 40（+10） DEX 23（+4）                                           | AGI 45（+40） INT 32 MGC 37 CHA 15（+1） LUK 15                                                                                               |  |
| 【技能】 咆嘯 LV4 威懾 LV1 魔法：水 LV5 魔法：風 LV8 魔法：冰 LV6 魔法：雷 LV7 身體強化：魔力 LV1 魔法劍 LV5 | 道具箱 LV2 必殺 LV8 警戒 LV10 危險察覺 LV5 危險迴避 LV1 探知 LV10 氣息探知 LV4 潛行 LV10 隱身 LV10 氣息遮蔽 LV4 奇襲 LV4 飛毛腿 LV10 統帥 LV7 |  |
| 魔法属性适性：水、風、冰、雷                                                                                 | |  |

薇兒
種族為芬里爾，諾倫的女兒，蓮的夥伴及從魔。
| 三卷末                                                                                        |                                                         |  |
| 【名字】薇兒 【种族】芬里爾 【职业】魔獸 【稱號】諾倫的女兒 【年龄】2岁 【身體特徵】白毛 黑瞳 |                                                         |  |
| HP 70／70 MP 50／50 STR 12 VUT 12 DEX 12                                                      | AGI 25（+11） INT 15 MGC 16 CHA 10 LUK 10               |  |
| 【技能】 魔法：水 LV3 魔法：風 LV2 魔法：雷 LV3                                               | 警戒 LV5 探知 LV5 潛行 LV8 隱身 LV5 奇襲 LV2 飛毛腿 LV4 |  |
| 魔法属性适性：水、風、冰、雷                                                                  |                                                         |  |

### 次要角色
莉莉・亞姆菲爾特
亞姆菲爾特准男爵家的次女，D級冒險者，魔法師。
因為母親和姐姐都是巨乳，自己卻是貧乳而有自卑感，因此對胸部話題很敏感，蓮曾經有一次因此遭暴走的莉莉襲胸。

| 三卷末 |                                                                                                 |  |
| 【名字】莉莉・亞姆菲爾特 【种族】人族 【职业】D級冒險者 高階巫師 女服務生 【年龄】14岁 【身體特徵】明亮金髮 藍瞳            |                                                                                                 |  |
| HP 80／80 MP 100／100 STR 5 VUT 7 DEX 8（+2） AGI 8 INT 21 MGC 23 CHA 12（+1） LUK 15                                       |                                                                                                 |  |
| 【技能】 魔法：光 LV4 魔法：闇 LV3 魔法：水 LV2 魔法：風 LV2 魔法：無 LV4 回復魔法 LV2 結界魔法 LV3 魔法劍 LV2 強化魔法 LV2 | 魔力消費減輕 LV2 魔力循環 LV3 魔力操作 LV3 魔力感知 LV3 生活魔法 LV4 廚藝 LV3 家事 LV2 禮儀 LV3 |  |
| 魔法属性适性：光、闇、水、風、無                                                                                            |                                                                                                 |  |

亞里莎・漢米爾頓
漢米爾頓准男爵家的女兒，D級冒險者，劍士。

| 三卷末 |
| 【名字】亞里莎・漢米爾頓 【种族】人族 【职业】D級冒險者 輕劍士/女服務生 【年龄】14岁 【身體特徵】藍髮 深藍瞳                                                             |
| HP 100／100 MP 20／20 STR 8 VUT 8 DEX 8（+1） AGI 12（+6） INT 9 MGC 7 CHA 11（+1） LUK 9                                                                                |
| 【技能】 漢米爾頓流戰鬥術 LV5 劍術：單手劍 LV4 劍術：細劍 LV5 小盾術 LV3 反擊 LV3 招架 LV3 生活魔法 LV3 必殺 LV3 警戒 LV2 見破 LV0 探知 LV2 飛毛腿 LV3 家事 LV2 禮儀 LV3 |

瑟雷娜・亞姆菲爾特
亞姆菲爾特准男爵家的長女，莉莉的姐姐。
王都冒險者公會的儲備幹部，為了增加經歷到人手不足的哈魯拉冒險者公會就任。

| 三卷末 |
| 【名字】瑟雷娜・亞姆菲爾特 【种族】人族 【职业】魔導師 冒險者公會職員/高階巫師 【年龄】16岁 【身體特徵】金髮 深藍瞳 |
| HP 100／100 MP 250／250 STR 6 VUT 9 DEX 10（+2） AGI 10 INT 29 MGC 25 CHA 15（+2） LUK 12 |
| 【技能】 魔法：光 LV4 魔法：闇 LV4 魔法：火 LV3 魔法：土 LV3 魔法：冰 LV3 魔法：雷 LV5 魔法：無 LV2 魔法劍 LV4 弱化魔法 LV3 魔力消費減輕 LV2 魔力循環 LV3 魔力操作 LV3 魔力感知 LV3 廚藝 LV5 家事 LV4 禮儀 LV4 慘烈廚藝 LV10 |
| 魔法属性适性：光、闇、火、土、雷、冰 |

沃澤爾
哈魯拉冒險者公會的公會長，原B級冒險者。
貝克特・喬治・奧斯特拉特
因多年前在王都參與冬之主作戰並將其擊退而身名大噪，為避開吵鬧使用偽名贝克並離開王都到哈鲁拉活動。
真實身分為王族成員，聖喬治王國現任國王的兒子，原第二王子，放棄王位繼承權就任王國公爵，奧斯特拉特公。
為準備討伐冬之主到訪阿魯諾工房委託阿魯諾師傅打造屬性劍，被阿魯諾師傅以無法在打造比之前更強的屬性劍所拒絕，同在從阿魯諾師傅與蓮對話得知蓮會打造魔劍並試著委託和提供精金當素材兼報酬，之後被蓮打造的成品性能遠遠超出預期所驚愕，對於能入手擁有【武器技能】的魔劍和魔法盾牌感到十分激動，並於討伐戰中使用四次武器技能成功擊敗強力的冬之主。
C級冒險者，在擊敗強大的冬之主後成為A級冒險者。
阿魯諾
鍛造師傅，在聖喬治王國是數一數二的鍛造師。
在王都阿斯卡隆設立鍛造工房（阿魯諾工房），致力於研究鍛造技術，工房在王都中也是有数一数二的规模，拥有许多优秀的铁匠。
與斜对角的工房交情很差，因为这2间工房的师傅原本在同一间工房底下修行，后来也同时期出来开业，加上原本待的工房收了，于是开始争夺谁才是正统。
繼承秘傳鍛造技法，可以打造魔力劍、屬性劍，但附魔技術只是玩票性質所以等級不高，而且其技法無法事後賦予。
有兩個兒子，都在自己的工房擔任鍛造工匠。
特莉耶拉
是蓮在孤兒院時期第一個也是最親密的友人。
個性溫和、愛關心別人、常把責任攬在身上。
頭腦不錯，被蓮稱為秀才型人物，學習文字計算的速度雖然比不上莉可麗絲但也很不錯。魔法天份普通，有火、風、水、土屬性魔法適性，和『箭』、『盾』魔法系統的適性。
莉可麗絲
簡稱「莉可」，蓮在孤兒院時期的同伴，對蓮來說像妹妹的存在。
擁有魔法的天份，學習速度直逼天人族的蓮，只有無屬性魔法適性，但擁有全部魔法系統的適性，頭腦也相當聰明，學習文字計算的速度也很快，被蓮稱為有幹勁的天才。
庫蘿
蓮在孤兒院時期的同伴，對蓮來說像妹妹的存在，黑貓族。
學習文字計算時相當認真，成績普通稍微比艾露璐差一點。
艾露璐
蓮在孤兒院時期的同伴，在蓮受凱因欺負時會挺身而出用飛踢擊退凱因，對蓮來說像英雄的存在。
學習文字計算時相當認真，成績普通。
未來想開做吃相關的店，所以下廚時會認真學習做菜、研究食譜，即使不是輪到自己負責做菜也會主動幫忙來增進自己廚藝。因此在得知蓮做菜很好吃後，若遇到蓮親自料理的機會時，會主動在旁幫忙並請教料理相關事情。
馬利克
是蓮在孤兒院時期唯一的男性友人。
常識人，個性溫和、穩重，跟特莉耶拉一樣愛關心別人和操心，並會阻止凱因等三笨蛋的行為，經常替三笨蛋闖的禍收拾殘局。
頭腦不錯，學習很快也相當認真。
在4位孤兒男性同伴中身材較為高大，雖然本身想擔任劍士，但因為三笨蛋都要當劍士，為求平衡性而主動擔任盾職。
凱因
凱因、波曼、隆三人被孤兒院同伴們統稱為三笨蛋。
雖然頭腦不錯，也能接受別人的建議來修正自身的行動。但做事經常會不經大腦、短視近利沒有遠見、未考慮後果、感情行事、自以為是、自我感覺良好，因此被孤兒院同伴們（尤其是女性）稱為笨蛋，但在男生裡聲望不錯。為避免孤兒院夥伴受附近孩子欺負，因此經常會打架是個孩子王。
喜歡蓮，不知是為掩飾害羞還是為了讓喜歡的女生意識到自己，在孤兒院時一直欺負蓮，就算蓮哭了也不停止，旁人看來已嚴重越線到霸凌的程度，自己還自認為蓮喜歡他並且未來會跟他結婚，直到在王都與蓮重逢時，被蓮直接拒絕回到他身邊，特莉耶拉也表示自己對蓮的行為跟小時侯欺負自己的鮑伯有什麼區別，這才意識到錯誤，但無法拉下顏面跟蓮道歉甚至想蒙混過關，直到被蓮痛駡希望自己立即斷氣後，才想要道歉卻完全不被蓮接受。
波曼
三笨蛋之一，愛偷懶、怠工並對不感興趣的事物完全提不起幹勁，頭腦不差但跟凱因一樣做事不經大腦、沒有遠見和規劃，只想依賴別人讓自己能輕鬆、偷懶。
學習能力並不差但因為對讀書沒興趣，也沒意識到識字和計算的重要性，上課完全沒幹勁導致成績比隆好一點，不至于造成生活上困擾的程度。
想開店或擺攤，一開始因剛到王都提出擺攤被其他人反對，因生活還沒安穩暫時放棄，當孤兒院同伴們一起租下房屋並被蓮改造後，提出要跟艾露璐一起擺攤讓蓮提供食譜，被艾露璐狠狠拒絕，並說出學習文字計算時沒認真學習，做菜也從未認真想食譜，不會算錢也不會做菜，而只想依賴別人，自己只想收穫沒有付出，因此絕不會跟波曼一起開店，蓮也說出波曼根本不是朋友拒絕提供食譜，說出在她被凱因欺負時完全沒有幫忙，三笨蛋只是因為跟特莉耶拉他們組隊才因此受惠，若只有三笨蛋絕不會管他們的死活，因此陷入消沉。
隆
三笨蛋之一，笨蛋王，頭腦不好且不靈光。
在學習文字計算期間，上課前和休息時會非常吵鬧，不過一旦上課就會安靜且相當認真學習，但因為頭腦不好所以成績不是很好，必須要馬利克額外補課才能勉強達到生活上不至于困擾的程度。
常因為考慮不周、衝動行事、禍從口出而被挨罵，但多少有聽從建議而慢慢改善自己的行為，這點跟波曼、凱因不同，在波曼發表擺攤宣言的風波中，親眼目睹因波曼平常的行為被艾露璐完全拒絕合作，自身也被蓮所提起的受凱因霸凌時隆和波曼根本沒作為的言論波及，更被蓮親口說出『希望凱因他趕快斷氣，三笨蛋的死活根本不會關心』而深刻反省自身行為，開始努力改變自身甚至在莉可麗絲太過任性時提出忠告。
為了得到劍，同意蓮的交換條件而男扮女裝參加選美大賽並獲得冠軍，但其女裝讓波曼一見鍾情發出要找出其真實身分而感到貞操危機，害怕波曼識破女裝身分不敢待在租屋處，其參加報酬從蓮手中獲得兩把蓮打造的劍。

### 其他角色
可可
尼爾的妹妹。
尼爾
貝克特隊伍的D級冒險者，劍術為貝克特所教導。
可莉
尼爾的姐姐，貝克特隊伍的冒險者。
泰絲
尼爾的青梅竹馬兼戀人，貝克特隊伍的冒險者，曾受過鍊金術師指點而會一點調製技能，對魔法有興趣。
金布爾
D級冒險者，與吉基組成隊伍，風評極差。
在護衛尼可任務中，遭遇獸人群，直接放棄任務並攻擊委託人使其受傷當誘餌後逃跑，因尼可無事回到哈魯拉並予以告發，被逮捕判為犯罪奴隸送去礦山工作。
吉基
D級冒險者，與金布爾組成隊伍，風評極差。
在護衛尼可任務中，遭遇獸人群，直接放棄任務並攻擊委託人使其受傷當誘餌後逃跑，因尼可無事回到哈魯拉並予以告發，被逮捕判為犯罪奴隸送去礦山工作。
尼可
商人。
艾爾莎
尼可的女兒。
洛伊德
商人學徒，尼可鄰居家的孩子。
真
孤兒，但沒有生活在孤兒院。
由依
真的妹妹，孤兒，但沒有生活在孤兒院。
吉力亞姆
在哈魯拉活動的冒險者。
羅伯特
18歲，初出茅廬的商人，鹽商，出身漁村，老家為旅館。
米莉安
莉莉的母親，個性有些天然。
阿魯諾工房的老板娘
阿魯諾的妻子，阿爾馮斯、艾德華的母親。
阿爾馮斯
阿魯諾的兒子，長男，鍛造工匠同時也是阿魯諾工房的繼承人。
艾德華
阿魯諾的兒子，次男，鍛造工匠。
黛莉亞
阿魯諾工房的皮革女工匠。
基姆
矮人重戰士，C級資深冒險者。
鮑伯
孤兒院孤兒，比凱因大兩歲，已離開孤兒院。
雷文
孤兒院孤兒，庫蘿的哥哥，年紀比庫蘿大不少，比庫蘿早幾年離開孤兒院，中二病患者但有一眼為真正的魔眼，在當冒險者剛開始有寫信給庫蘿，但最近音訊全無。
雪莉
貓人族，其他城市的孤兒院出身。
梅爾蒂
雪莉的妹妹，貓人族，其他城市的孤兒院出身。
里卡多
王都冒險者公會職員，從會長聽到蓮教冒險者讀寫計算，自作主張跑到蓮那用冒險者公會名義施壓、威脅蓮教授全體冒險者讀寫計算，被蓮拒絕後讓隨後到達現場的公會長撞見，公會長完全不信任里卡多的言論（過去曾隱瞞對自己不利的事情而在報告上做偽證的前科），公會長從基姆得知事件經過後，被調職（實為降職）到副會長那裡打雜，日後還會進行懲處。
王都冒險者公會會長

厄文
冒險者，弓手並可兼任斥侯，原本為下級貴族的三男。
曾在哈魯拉城食人魔群體大規模討伐中差點陣亡，被蓮救了一命，之後加入貝克特的隊伍。
吉力亞姆
冒險者，重戰士。
曾在哈魯拉城食人魔群體大規模討伐中差點陣亡，被蓮救了一命，之後加入貝克特的隊伍。

## 用語介紹

### 地理
圣乔治王国
主人翁所在國家。
王都的名稱為阿斯卡隆。
蓬萊

### 種族、能力值
天人族
在這個世界天人族是天神派遣到地上傳授各式各樣知識給人類的偉大種族。
實際上為異世界轉生者。
狀態欄
能力值：HP（生命值）、MP（魔力值）、STR（力量）、VUT（体力）、DEX（灵巧）、AGI（敏捷）、INT（智力）、MGC（魔力）、CHA（魅力）、LUK（运气）

### 魔法
魔力控制的基础
【魔力感知】：首先要学会的技能。这是能感觉魔力流动的技能。
【魔力操作】：學會魔力感知後接著學的技能，这是操作魔力的技能。正常的学习流程是习得这个后，再接著学属性魔法。
【魔力循环】：这是让魔力在体内循环，藉以提升魔力品质、强化魔法效果的技能。附带效果是能些微减少消耗MP及提升最大MP的成长率。以【魔力循环】持续锻炼魔力，并提升技能等级的话，最后会习得【魔力消耗减轻】和【魔力回复促进】的技能。
生活魔法
这是一种魔法资质不高也能学会、能带给日常生活方便的无属性魔法。像是变出少量的水、点燃火苗、设置微弱光球，诸如此类。是日常生活中用工具就能达成，但在缺乏工具的状况下也能使出，方便但不起眼的魔法系统。
依照等級的提升能習得更多魔法，例如：『急救』、『灯火』、『点火』、『饮水』、『烘乾』、『洗淨』、『避孕』等。
鍊金術
屬性魔法
魔法的屬性：
屬性魔法的屬性共有9種，分別是『光』、『闇』、『火』、『水』、『風』、『土』、『冰』、『雷』、『無』。
魔法的系統：
屬性魔法也有所谓的系统存在。魔法会随著系统不同而有不同的效果。从难易度低依序為：
- 『基礎』：稱為『產生』，又稱為『控制』，就是让属性效果在自己的手掌或正面产生出来。若修练到更高等的技术，就能让火属性产生高温的火焰，水属性就能产生热水或冰水等等。
- 『箭』：射出魔法之箭的攻撃魔法。『○○箭』或『○○矢』之类的就是这种系统的魔法。通常是远距型的攻击，威力不高，是攻击魔法的基础。
- 『球』：射出魔法之球的攻撃魔法。例如火球术。所产生的魔法球具有质量，命中物体的话会炸开，迸射至四周，造成追加伤害。因此对于密集的攻击目标比较有效。至于射程则受到技能等级影响。
- 『盾』：產生魔法之盾的防御魔法。火属性的话，能在眼前产生火属性盾牌。碰上互克的属性时，视双方的魔力输出强弱而产生截然不同的结果。在实战中基本上会使用无属性或同属性的盾魔法来防御。
- 『枪』：攻撃魔法。这是一种短距离高威力的攻击咒文。调整输出的话，也能变成中距离中威力的『掷枪』。攻击魔法基本上射程和威力成反比。要长射程又有威力的话，就必须提升魔力或増加消耗的MP，再不然就创造出新的术法。
- 『墙』：攻防一体的魔法。例如火墙术。基本上会以自己为中心在周围产生，想在任意地点产生的话则需要高等技术。

只要擁有屬性魔法技能的人一定能使用『基礎』，但其他五種系统類型則要看是否有其適性，例如蓮只有『盾』、『墙』這兩種系统的適性。
創造魔法
操劍魔法
魔法劍
無屬性魔法、『盾』系統的衍生魔法，对装备品赋予临时魔法性能的魔法赋予系统。
即使有無屬性魔法才能、魔法系统為『盾』，也要有本魔法的適性才能習得。此外就算不會用無屬性魔法，有天分的人還是能學得會，但擁有無屬性魔法還是比較容易習得。例如蓮為全屬性適性、系统為『盾』、『墙』，但無法習得【魔法劍】。
回復魔法
無屬性魔法的衍生魔法。
即使有無屬性魔法才能，也要有本魔法的適性才能習得。此外就算不會用無屬性魔法，有天分的人還是能學得會，但擁有無屬性魔法還是比較容易習得。
結界魔法
無屬性魔法的衍生魔法。
即使有無屬性魔法才能，也要有本魔法的適性才能習得。此外就算不會用無屬性魔法，有天分的人還是能學得會，但擁有無屬性魔法還是比較容易習得。
強化魔法
無屬性魔法的衍生魔法，提升能力值状态的魔法强化系统。
即使有無屬性魔法才能，也要有本魔法的適性才能習得。此外就算不會用無屬性魔法，有天分的人還是能學得會，但擁有無屬性魔法還是比較容易習得。
弱化魔法
無屬性魔法的衍生魔法，降低能力值状态的魔法弱化系统。
即使有無屬性魔法才能，也要有本魔法的適性才能習得。此外就算不會用無屬性魔法，有天分的人還是能學得會，但擁有無屬性魔法還是比較容易習得。

### 裝備
劍的品質
劍的品質由低至高分別為：『不符規格』『粗劣』『最低品質』『低品質』『普通』『良品質』『高品質』『最高品質』『名劍』『剛劍』共十階級，『剛劍』為最頂級品質的劍而『不符規格』為最差勁的品質。
奇幻金屬素材
擁有魔力，比鐵更優秀的素材有下列：
- 魔鐵和魔鋼，產自魔力含有量豐富的礦山中鐵礦亞種，擁有高度魔力親合性，魔鐵精鍊後可得魔鋼。
- 青銀鋼，別名藍色金屬，會發出藍光，與其他金屬製成合金可提高魔法抵抗或魔法效果。
- 秘銀，別名精靈銀，偏白、閃閃發亮的金屬，魔法親和性非常高，比鐵更堅固卻更輕。
- 精金，別名黑魔鋼，帶有一點墨綠色的黑色金屬，比秘銀更堅硬但比鐵更重，魔法親和性與魔鐵差不多。
- 奧利哈鋼，別名神鋼，金碧輝煌的金屬，魔法親和性比秘銀高，重量跟秘銀一樣輕，但硬度比精金更高，集各優點於一身的最棒素材。同時也是最稀少罕見的素材。

除了上述金屬素材外還有其他種類的金屬。
魔法武器
- 魔力劍

被賦予無屬性魔法的劍，比普通劍更強力，耐久度也更好。另外，因為有附魔，所以對靈體或不死系也能發揮效力。然後因為是無屬性，所以各種場面都能通用。
- 屬性劍

被賦予各種屬性魔法的劍。因為特化于某種屬性，所以強弱很明確，只要用對地方就很強力。
- 魔劍

符合下述條件之一，在分類上都被歸于魔劍：
1. 被賦予兩種以上屬性魔法的劍。
2. 不只賦予屬性魔法，還附帶技能效果的劍。
3. 不賦予屬性魔法，只賦予特殊技能的劍。
4. 被賦予【武器技能】的劍。

- 聖劍

這是神所授予的、隱含神聖力量的強大武器。基本上附帶神聖屬性，部分聖劍隱含更強大的特殊能力。神聖屬性除了無屬性外，對任何屬性都具有優勢。
- 暗黑劍

這是暗黑神授予的邪惡劍，除了附帶暗黑屬性以外，基本性能和聖劍一樣。聖劍和暗黑劍互克，兩者互擊的話，位階較高的那邊勝利。
- 神劍

只有在傳說逸事中被提過，實際能力等等完全是未知數。
此外也有魔力槍、魔力斧、魔力盾、魔力鎧等依據裝備不同而有不同稱呼。
獲得魔力劍、魔劍等魔法裝備的方法只有兩種：
1. 請人打造：只有鍛造師和鍊金術師能打造魔法裝備。鍛造師為只有繼承秘傳鍛造技法的人才會鍛造，劍（或裝備）的品質通常都很精良，但賦予技能的效果大都比較低。鍊金術師為對事先準備的劍（或裝備）上賦予技能，其賦予技能的效果大都比較高，但裝備品質受素材的裝備影響。此外若要打造魔法裝備，一般會使用含魔力的金屬素材來製作（例如魔鋼、青銀鋼、秘銀），雖然普通的鋼鐵也可以打造，但使用含魔力的金屬素材可以減少很多鍛造、鍊金的加工步驟。
2. 拾獲：通常是在地下城的寶箱裡才能拾獲。

魔力劍、魔劍等魔法裝備的賦予技能等級分為10階段，其賦予技能的類型大致分成以下幾種：
- 強化裝備本身的賦予：【攻擊強化】、【防禦強化】、【耐久強化】、【重量減輕】等。
- 強化持有者能力的賦予：【腕力強化】、【敏捷強化】、【魔力強化】、【魅力強化】等。
- 強化技能的賦予：【屬性強化】、【屬性耐性】等。
- 提升對特定魔物攻擊效果的【特效】類。
- 稀有技能的賦予：【身體強化】、【幸運】等。
- 能使用【武器技能】（該技能無等級）或【魔法技能】。
- 負面賦予效果。

## 出版書籍

### 小說
| 卷數 | 講談社       | 講談社                 | 青文出版社     | 青文出版社             |
| 卷數 | 初版發售日期 | ISBN                   | 初版發售日期   | ISBN                   |
| ---- | ------------ | ---------------------- | -------------- | ---------------------- |
| 1    | 2019年2月1日 | ISBN 978-4-06-514761-0 | 2020年9月7日   | ISBN 978-986-512-522-6 |
| 2    | 2019年7月2日 | ISBN 978-4-06-516831-8 | 2020年11月18日 | ISBN 978-986-512-581-3 |
| 3    | 2020年4月1日 | ISBN 978-4-06-519359-4 | 2021年11月3日  | ISBN 978-626-303-723-6 |
| 4    | 2021年3月2日 | ISBN 978-4-06-522802-9 | 2022年4月25日  | ISBN 978-626-322-190-1 |
| 5    | 2024年2月2日 | ISBN 978-4-06-534739-3 |                |                        |

### 漫畫
| 卷數 | 講談社        | 講談社                  | 青文出版社     | 青文出版社             |
| 卷數 | 初版發售日期  | ISBN                    | 初版發售日期   | ISBN                   |
| ---- | ------------- | ----------------------- | -------------- | ---------------------- |
| 1    | 2020年4月9日  | ISBN 978-4-06-518950-4  | 2021年9月22日  | ISBN 978-626-303-544-7 |
| 2    | 2020年8月6日  | ISBN 978-4-06-520368-2  | 2022年4月28日  | ISBN 978-626-322-338-7 |
| 3    | 2020年11月9日 | ISBN 978-4-06-521181-6  | 2023年4月13日  | ISBN 978-626-340-073-3 |
| 4    | 2021年1月8日  | ISBN 978-4-06-521846-4  | 2023年12月18日 | ISBN 978-626-362-761-1 |
| 5    | 2021年3月9日  | ISBN 978-4-06-522564-6  | 2024年1月10日  | ISBN 978-626-383-050-9 |
| 6    | 2021年5月7日  | ISBN 978-4-06-523140-1  | 2024年5月13日  | ISBN 978-626-383-391-3 |
| 7    | 2021年8月6日  | ISBN 978-4-06-524105-9  |                |                        |
| 8    | 2021年10月7日 | ISBN 978-4-06-525166-9  |                |                        |
| 9    | 2021年10月7日 | ISBN 978-4-06-526019-7  |                |                        |
| 10   | 2022年2月9日  | ISBN 978-4-06-526651-9  |                |                        |
| 11   | 2022年4月7日  | ISBN 978-4-06-527388-3  |                |                        |
| 12   | 2022年7月7日  | ISBN 978-4-06-528256-4  |                |                        |
| 13   | 2022年9月8日  | ISBN 978-4-06-6528964-8 |                |                        |
| 14   | 2022年11月9日 | ISBN 978-4-06-529598-4  |                |                        |
| 15   | 2023年2月9日  | ISBN 978-4-06-530515-7  |                |                        |
| 16   | 2023年4月7日  | ISBN 978-4-06-531149-3  |                |                        |
| 17   | 2023年6月8日  | ISBN 978-4-06-531798-3  |                |                        |
| 18   | 2023年9月8日  | ISBN 978-4-06-532796-8  |                |                        |
| 19   | 2023年11月9日 | ISBN 978-4-06-533496-6  |                |                        |
| 20   | 2024年2月8日  | ISBN 978-4-06-534481-1  |                |                        |
| 21   | 2024年4月9日  | ISBN 978-4-06-535044-7  |                |                        |

## 外部連結
- （日語） 小説家になろう よくわからないけれど異世界に転生していたようです
- （日語） ニコニコ靜畫「水曜日のシリウス」よくわからないけれど異世界に転生していたようです （页面存档备份，存于）
- （日語） よくわからないけれど異世界に転生していたようです （页面存档备份，存于）